# 郵政總局 (華盛頓哥倫比亞特區)
郵政總局（General Post Office），又稱關稅委員會大樓（Tariff Commission Building），是位於美國華盛頓特區的一座建築。這座大樓修建於1839年，設計者是Robert Mills，並在1866年進行擴建1866，由Thomas U. Walter設計。建築外觀是希臘復興式建築，在1971年被列入國家歷史地標。

## 外部連結
- 维基共享资源上的相關多媒體資源：郵政總局
- Kimpton Hotel Monaco DC web site （页面存档备份，存于）
- 美国历史建筑调查（HABS） No. DC-219, "U.S. General Post Office, Between Seventh, Eighth, E, & F Streets, Northwest, Washington, District of Columbia, DC", 36 photos, 2 color transparencies, 19 data pages, 3 photo caption pages, supplemental material